# Geoffrey Hughes
Geoffrey Hughes, DL (* 2. Februar 1944 in Wallasey, Cheshire; † 27. Juli 2012 auf der Isle of Wight) war ein britischer Schauspieler.

## Leben

### Ausbildung und Theater
Geoffrey Hughes wurde als älterer von zwei Söhnen einer schottischen Mutter und eines walisischen Vaters geboren; von seinen Eltern erbte er die Liebe zur traditionellen irischen Volksmusik. Sein Vater arbeitete als Werftarbeiter auf den Docks von Liverpool. Hughes wuchs in der Grafschaft Merseyside auf. Er besuchte zunächst, bis zum Alter von elf Jahren, die Ranworth Square Primary School in Liverpool. Danach ging er auf die Abbotsford Road Secondary Modern School im Stadtteil Norris Green, Liverpool. In den frühen 1960er Jahren trat er als Sänger mit der Band The Strangers, die Beatmusik spielten, in verschiedenen Clubs auf, unter anderem im Blue Angel in Liverpool und im Jive Hive in Crosby. Seinen Lebensunterhalt verdiente er als Verkäufer in einem Warenhaus und als Autoverkäufer.
Nebenbei spielte Hughes Theater am Merseyside Unity Theatre in Liverpool, einem politisch linksgerichteten Amateurtheater. Dort wurde er von dem Schauspieler Tom Bell und dem Dramatiker Alun Owen entdeckt. Anschließend erhielt er sein erstes professionelles Engagement und spielte Repertoiretheater am Victoria Theatre in Stoke-on-Trent. Sein Bühnendebüt im Londoner West End gab er in der Spielzeit 1964/1965 am Adelphi Theatre mit der Rolle des jugendlichen Helden in dem Musical Maggie May von Alun Owen und Lionel Bart. Das Stück mit Georgia Brown in der Hauptrolle lief über ein Jahr im Londoner West End und verschaffte Hughes Erfahrung als Bühnendarsteller.
Er trat außerdem in den West-End-Produktionen The Wonderful Wizard of Oz, Say Goodnight to Grandma (St Martin’s Theatre, 1973), The Secret Life of Cartoons, Run for your Wife (Criterion Theatre, Spielzeit 1984/1985) und Semi-Monde (Royalty Theatre, Spielzeit 1987/1988) auf. Er unternahm mehrere Theatertourneen durch Großbritannien und ins Ausland. Bei einer Tournee in Australien spielte er 1996 in der Komödie Schlafzimmergäste von Alan Ayckbourn. Im Juli 1997 spielte er die Rolle des Dieners Pistol in einer Freilichtaufführung des historischen Dramas Henry V. in Barnwell Manor in der Grafschaft Lincolnshire. 2009 trat er am Oldham Coliseum Theatre in Oldham in der Rolle des Frank in dem Theaterstück Absolutely Frank von Tim Firth auf.

### Fernsehen
Hughes war ein vielseitiger Schauspieler. Er wurde jedoch häufig im Rollentypus des rundlichen, letztlich im Kern aber doch gutmütigen Kriminellen eingesetzt. Er verkörperte den Typus des liebenswerten Gauners. Seine Figuren zeichnete er mit liebenswerter Komik. Hughes überzeugte, obwohl im gesamten Verlauf seiner Karriere weitgehend immer typkonform besetzt, jedoch auch in anderen Rollen, abseits von seinem eigentlichen Rollentypus.
1966 gab Hughes sein Fernsehdebüt in der britischen Fernsehserie The Likely Lads; danach arbeitete er regelmäßig für das Fernsehen, unter anderem in der Fernsehserie Z-Cars (1968). In der kurzlebigen, nach sechs Folgen wegen kontroverser Kritik von Independent Television Authority abgesetzten Sitcom Curry and Chips (1969), spielte er an der Seite von Spike Milligan die Rolle des Dick.
Besondere Bekanntheit erreichte Hughes durch seine Mitwirkung in der britischen Seifenoper Coronation Street. Seinen ersten Auftritt in Coronation Street absolvierte Hughes 1967; er spielte den Verbrecher, der den Rentner Albert Tatlock zusammenschlägt. 1974 übernahm er in Coronation Street die Rolle des Müllmanns Eddie Yeats, die zu Hughes’ enormer Popularität beim Fernsehpublikum führte. Hughes verkörperte, mit Liverpooler Akzent, einen Charakter mit krimineller Vergangenheit, einen Jungen aus der Modell-Besserungsanstalt Borstal, einen ehemaligen Häftling des Walton Prison, eben aus dem Gefängnis entlassen, der als Untermieter bei der Serienfigur Minnie Caldwell eingeführt wird. Die Höhen und Tiefen seiner Freundschaft zu der Serienfigur Hilda Ogden (Jean Alexander) gehörten, neben den Gesprächen mit der Barfrau und Schankwirtin Betty Turpin (gespielt von Betty Driver), zu den Höhepunkten der Serie. Hughes spielte diese Rolle durchgehend bis 1983. 1987 kehrte er für einen Gastauftritt nochmals in die Serie zurück.
Aufgrund einer Popularität in Coronation Street erhielt er 1985 die Hauptrolle in der Fernsehserie The Bright Side; darin verkörperte er den freundlich gestimmten Gefängnisaufseher Mr. Lithgow.
Weitere durchgehende und wiederkehrende Serienrollen hatte Hughes als Onslow in der britischen Sitcom Mehr Schein als Sein (1990–1995); er spielte den arbeitsscheuen, biertrinkenden, schlampigen Schwager der versnobten Serienfigur Hyacinth Bucket. In der britischen Sitcom The Royle Family spielte er ab 1998 bis 2000 regelmäßig die Rolle des kriminellen, aber gutmütigen Twiggy. Hughes verkörperte einen langjährigen Freund der Familie, einen Mann wieder mit krimineller Vergangenheit, einer Vater von zwei unehelichen Kindern, der mit gestohlenen Waren handelt. Spätere Auftritte hatte er in der Serie in den Jahren 2006 und 2008. Weihnachten 2008 war er in der Folge The New Sofa, dem Weihnachts-Special der Serie unter dem Titel The Royle Family's Christmas Special zu sehen. Er spielte den erfolglosen, aber liebenswerten Unternehmer und Betrüger Vernon Scripps in der Polizeiserie Heartbeat (2001–2007). In der britischen Fernsehserie Skins – Hautnah (2007–2009) übernahm er die Rolle des Onkel Keith.
Hughes wirkte auch in mehreren Fernsehfilmen mit. Er spielte einen Detektiv in dem Fernsehfilm The Man from the Pru (1990) und übernahm 1992 die Rolle des Trinculo in einer BBC-Verfilmung des Shakespeare-Stücks Der Sturm. In der BBC-Produktion Liverpool Nativity (2007) verkörperte er den Erzengel Gabriel.

### Kino
Hughes wirkte auch in einigen Kinofilmen mit, wo er stets in Nebenrollen besetzt wurde, so als Bauarbeiter in der Filmkomödie Smashing Time (1967), als Koch Private Samuel in dem Filmdrama Ereignisse beim Bewachen der Bofors-Kanone (1968; Regie: Jack Gold), als Mikes Bruder in der Tragikomödie Till Death Us Do Part (1968), als junger Rekrut Lantry in dem Kriegsfilm Rekruten im Todesdschungel (1969), nach der Romanvorlage von Leslie Thomas, als Bierfahrer Fred in dem Thriller Revenge (1971; mit Joan Collins), als Willie in der Komödie Ist ja irre – Ein Streik kommt selten allein (1971), in Adolf Hitler: My Part in His Downfall (1972) und als Briefträger in der Komödie Confessions of a Driving Instructor (1976).
Sein größter Kinoerfolg war jedoch eine Rolle, in der man Hughes nicht sah, sondern bei der nur seine Stimme zu hören war. In dem Zeichentrickfilm Yellow Submarine (1968) lieh er Paul McCartney seine Stimme.

## Privates
Hughes war mit seiner Ehefrau Susan (Sue) Hughes verheiratet. Diese hatte er im Navigation Inn in Buxworth in Derbyshire kennengelernt. Das Navigation Inn wurde zu dieser Zeit von der Inhaberin, der Schauspielerin Pat Phoenix (Elsie Tanner in Coronation Street) geführt.
Während seiner Mitwirkung in der Serie Coronation Street, führte Hughes, gemeinsam mit seiner Frau Sue, auf seinem Anwesen Lilford Park im Nene Valley in der Grafschaft Northamptonshire einen Kleinbauernhof mit Schafzucht. Seine Frau war dort Inhaberin eines kleinen Geschäfts für Kunsthandwerk.
Hughes war ein begeisterter Segler; er war Mitglied des Royal Corinthian Yacht Club in Cowes. 2003 zog er mit seiner Ehefrau Susan ganz auf die Isle of Wight. Sie zogen nach Newport; dort führten Hughes und seine Frau gemeinsam einen Holzhandel. Hughes unterstützte mehrere nationale und lokale Wohltätigkeits- und Hilfsorganisationen und anderen den Red Squirrel Trust (dort war er Mäzen, sog. Patron), das Earl Mountbatten Hospice, die Rettungsorganisation Cowes Inshore Lifeboat, die Royal National Lifeboat Institution (RNLI) und das St Mary’s Hospital.
2009 wurde er zum Deputy Lord Lieutenant der Isle of Wight ernannt; in dieser Funktion vertrat er die Krone bei offiziellen Anlässen.
1996 wurde bei Hughes Prostatakrebs festgestellt. Hughes unterzog sich einer schweren Operation und galt als geheilt. Er spielte in zwei Kurzfilmen, zugunsten des Macmillan Cancer Support, mit Expresso (2007) und Waiting in Rhyme (2009). Im August 2010 wurde eine erneute Krebserkrankung bei Hughes festgestellt.
Hughes starb am 27. Juli 2012 abends, nach Angaben seiner Familie „friedlich, im Schlaf“, in seinem Haus auf der Isle of Wight im Alter von 68 Jahren an Prostatakrebs.

## Filmografie (Auswahl)
- 1966: The Likely Lads (Fernsehserie, 3 Folgen)
- 1967: Simon Templar (The Saint, Fernsehserie, 1 Folge)
- 1967: Smashing Time
- 1967–1987: Coronation Street (Fernsehserie, mind. 511 Folgen)
- 1968: Ereignisse beim Bewachen der Bofors-Kanone (The Bofors Gun)
- 1968: Yellow Submarine (Sprechrolle)
- 1968: Till Death Us Do Part
- 1969: Rekruten im Todesdschungel (The Virgin Soldiers)
- 1969: Curry & Chips (Fernsehserie, 6 Folgen)
- 1970: Randall & Hopkirk – Detektei mit Geist (Randall and Hopkirk (Deceased), Fernsehserie, 1 Folge)
- 1970: Der Mann, der die Frauen beherrschte (The Man Who Had Power Over Women)
- 1971: In den Krallen des Hexenjägers (Blood on Satan’s Claw)
- 1971: Revenge
- 1971: Ein Streik kommt selten allein (Carry On at Your Convenience)
- 1972: Dad’s Army (Fernsehserie, 1 Folge)
- 1973: Adolf Hitler: My Part in His Downfall
- 1974: Crown Court (Fernsehserie, 3 Folgen)
- 1976: Confessions of a Driving Instructor
- 1980: Nijinsky
- 1985: The Bright Side (Fernsehserie, 5 Folgen)
- 1986: Doctor Who (Fernsehserie, 2 Folgen)
- 1990–1995: Mehr Schein als Sein (Keeping Up Appearances, Fernsehserie, 45 Folgen)
- 1998–2000, 2006, 2008: The Royle Family (Fernsehserie, 8 Folgen)
- 2001–2007: Heartbeat (Fernsehserie, 88 Folgen)
- 2007: Casualty (Fernsehserie, 1 Folge)
- 2007: Liverpool Nativity (Fernsehfilm)
- 2007–2009: Skins – Hautnah (Skins, Fernsehserie, 4 Folgen)
- 2008: Flick
- 2009: Waiting in Rhyme (Kurzfilm)